# Pride (In the Name of Love)
Pride (In the Name of Love) é a segunda música e primeiro single do quarto álbum de estúdio The Unforgettable Fire da banda de rock irlandesa U2, lançado em 1 de setembro de 1984.
A música é uma homenagem ao pastor e ativista político norte-americano Martin Luther King, que foi assassinado em 1968. A música alcançou lugares no Top 5 de vendas do Reino Unido e Top 50 nos EUA. O Rock and Roll Hall of Fame selecionou "Pride (In the Name of Love)" como umas das "500 Canções que moldaram o Rock and Roll".
O documentário presente no DVD U2 Go Home: Live from Slane Castle, retrata a gravação do álbum The Unforgettable Fire, e em especial a gravação de "Pride", mostrando o processo de construção da música e como ela era antes de chegar ao que se encontra na versão final do album. Além do álbum The Unforgettable Fire, com o sucesso da canção, faz parte também de coletâneas da banda, como no álbum The Best of 1980-1990, lançado em 1998 e U218 Singles, lançado em 2006.
Também fez parte de muitos concertos do U2, dentre elas estão Zoo TV: Live from Sydney , Popmart: Live from Mexico City, U2 Go Home: Live from Slane Castle, Vertigo 2005: Live from Chicago, Rattle and Hum (Tanto no álbum, quanto no filme) e U2 3D.
A canção foi trilha sonora do filme Tudo Acontece em Elizabethtown, em 2005.

## Faixas
| N.º | Título                        | Duração |  |
| 1.  | "Pride (In The Name of Love)" | 3:48    |  |
| 2.  | "Boomerang" (Instrumental)    | 2:47    |  |
| 3.  | "Boomerang ll"                | 4:48    |  |

## Paradas e posições
| Paradas (1984)              | Melhor posição |
| --------------------------- | -------------- |
| Canadá RPM Top 100          | 27             |
| Alemanha Singles Chart      | 5              |
| Irlanda Singles Chart       | 2              |
| Nova Zelândia Singles Chart | 1              |
| Noruega Singles Chart       | 7              |
| Suécia Singles Chart        | 12             |
| UK Singles Chart            | 3              |
| Billboard Hot 100           | 33             |
| Mainstream Rock Tracks      | 2              |